# Puccinia toa
Puccinia toa är en svampart som beskrevs av G. Cunn. 1930. Puccinia toa ingår i släktet Puccinia och familjen Pucciniaceae.   Inga underarter finns listade i Catalogue of Life.